# Cripta dello Spirito Santo
La cripta dello Spirito Santo è una chiesa rupestre di Andrano, ubicata nella frazione di Castiglione d'Otranto.

## Storia e descrizione
La chiesa risale al periodo compreso tra il XVII e il XVIII secolo: originariamente si suppose che fosse stata realizzata dai monaci basiliani, ma successivamente si è quasi accertato che fosse un frantoio ipogeo, presenti numerosi nella vicinanze, oltre a sepolture bizantine, i cui lavori di costruzione non sono andati a buon fine, e quindi successivamente trasformato in una chiesa. Divenne luogo di pellegrinaggio: è noto che i pellegrini arrivavano alla cripta trasportando sulle loro spalle pesanti pietre per espiare i propri peccati. Nel corso del XIX secolo subì lavori di restauro che portarono alla creazione di un nuovo ingresso.
La cripta si trova nella località di Casaranello, a Castiglione d'Otranto, una frazione di Andrano, a pochi metri dalla cappella di Santa Maria Maddalena. Originariamente l'accesso avveniva tramite una serie di otto gradini, di cui due scoperti e un corridoio scavato nella roccia, lungo circa quattro metri e largo 2 e mezzo: a seguito dei lavori di restauro questo è stato murato ed è stato aperto un nuovo ingresso con corridoio e una serie di gradini che conducono direttamente alla strada. Il vecchio ingresso era inoltre caratterizzato da una pietra leccese che secondo la tradizione non doveva essere calpestata. Si accede dunque alla cripta, interamente ricavata nel banco di roccia calcarenitica: ha una forma quadrangolare, con una lunghezza di 5 metri, una larghezza di 4 e un'altezza di 2. Il piano di calpestio è dato direttamente dalla roccia, mentre il soffitto è piano: in quest'ultimo è presente, nei pressi dell'ingresso nuovo, un lucernaio di forma ellissoidale. Al centro della cripta si innalza una colonna con base quadrata, fusto ottagonale e capitello quadrangolare. Lungo le pareti, ricoperte da muschio e nelle quali si aprono numerose nicchie utilizzate come portacandele, corre un sedile in pietra, largo circa 40 centimetri. L'altare maggiore è posto lungo il lato orientale ed è realizzato da un blocco di pietra alto circa un metro e 20 per una larghezza di un metro. Alle spalle dell'altare è posto un affresco realizzato tra il XVII e il XVIII secolo, raffigurante il Mistero della Trinità: nel dipinto si riconoscono la colomba dello Spirito Santo, Gesù e Dio che indica la Terra.